# Chordonota fuscipennis
Chordonota fuscipennis är en tvåvingeart som beskrevs av Luigi Bellardi 1862. Chordonota fuscipennis ingår i släktet Chordonota och familjen vapenflugor. Inga underarter finns listade i Catalogue of Life.